# 사이고 기치노스케 (1906년)

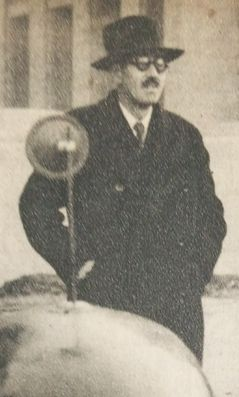
사이고 기치노스케 (1948년)

사이고 기치노스케(西郷吉之助)는 일본의 정치인이다. 사이고 도라타로 후작의 삼남으로 태어났으며 조부는 메이지 유신의 주역 사이고 다카모리이다. 기치노스케라는 이름은 본디 조부 다카모리의 통칭으로 조부의 통칭을 따왔다. 한때 오와리 도쿠가와가의 당주 도쿠가와 요시치카 후작(요시치카의 딸 하루코)의 사위였다. 제2차 사토 제2차 개조 내각에서는 법무대신을 지냈다.
형 사이고 다카테루 후작이 젊은 나이로 요절하여 그의 뒤를 이어 후작위를 습작하였다.
조부의 강직하고 대범한 성격을 닮은 인물로 평가되며, 현대 일본 정치·사회의 실질적 활동가로서, 참의원·법무대신 등 요직을 맡아 20세기 일본 정치에 족적을 남겼다.

## 가족 관계
- (증조부)사이고 기치베(西郷吉兵衞, 1806년 - 1852년 9월 27일)
- (증조모)시하라 마사(椎原政佐, 생년 미상 - 1853년 음력 11월 29일)
  - (조부)사이고 다카모리(西郷隆盛, 1828년 음력 12월 7일 ~ 1877년 9월 24일)
  - (조모)이토코(糸子, 1843년 - 1922년 6월 11일, 이와야마 하치로타 나오하루(岩山八郎太直温)의 차녀)
    - (아버지)사이고 도라타로(西郷寅太郎 , 1866년 음력 7월 12일 - 1919년 1월 1일)
    - (어머니)노부코(信子, 소노다 사네노리(園田実徳)의 장녀)
      - (형)사이고 다카유키(西郷隆幸)
      - (형)사이고 다카테루(西郷隆輝, 1900년 - 1920년 11월)
      - (본인)사이고 기치노스케(西郷吉之助, 1906년 7월 20일 - 1997년 10월 12일)
        - (아들)사이고 기치타로(西郷吉太郎)
          - (손자)사이고 다카타로(西郷隆太郎)

      - (동생)사이고 다카아키(西郷隆明, 1911년 - 1992년)
        - (조카)사이고 다카미쓰(西郷隆晄, 스타라이트 공업 사장)
        - (조카)사이고 다카히로(西郷隆廣)

## 같이 보기
- 오자키 세이코

| 전임 사이고 다카테루 | 제3대 사쓰마 사이고 후작가(종가) 당주 1921년 ~ 1947년 | 후임 화족 제도 폐지 |